# Campeonato Mundial de Esgrima de 1950
O Campeonato Mundial de Esgrima de 1950 foi a 20ª edição do torneio organizado pela Federação Internacional de Esgrima (FIE). O evento foi realizado em Monte Carlo, Mónaco. 

## Resultados
Masculino
| Evento             | Ouro | Prata | Bronze |
| Espada individual  | Dinamarca · Mogens Lüchow                                                                                               | Suécia · Carl Forssell                                                                                     | Itália · Dario Mangiarotti                                                                                          |
| Espada por equipe  | Itália · Giorgio Anglesio · Giuseppe Delfino · Edoardo Mangiarotti · Dario Mangiarotti · Fiorenzo Marini · Carlo Pavesi | França · René Bougnol · Jéhan Buhan · Henri Guérin · Maurice Huet · Claude Nigon · Michel Pécheux          | Suécia · Ingemar Bondeson · Per Carleson · Sven Fahlman · Carl Forssell · Berndt-Otto Rehbinder · Nils Rydström     |
| Florete individual | Itália · Renzo Nostini                                                                                                  | França · Jehan Buhan                                                                                       | França · Jacques Lataste                                                                                            |
| Florete por equipe | Itália · Manlio Di Rosa · Edoardo Mangiarotti · Alessandro Mirandoli · Renzo Nostini · Giorgio Pellini · Saverio Ragno  | França · René Bougnol · Jéhan Buhan · Christian d'Oriola · Jacques Lataste · Adrien Rommel · Claude Netter | Egito · Osman Abdel Hafeez · Salah Desuki · Roland Steinauer · Hasan Hosni Taufik · Mahmud Yunes · Mohamed Zulficar |
| Sabre individual   | França · Jean Levavasseur                                                                                               | Itália · Vincenzo Pinton                                                                                   | Itália · Gastone Darè                                                                                               |
| Sabre por equipe   | Itália · Gastone Darè · Arturo Ferrando · Roberto Ferrari · Aldo Montano · Vincenzo Pinton · Mauro Racca                | França · Jacques Lefèvre · Jean Levavasseur · Jean Parent · Maurice Piot · Jean-François Tournon<          | Egito · Ahmed Abu-Shadi · Salah Desuki · Mohamed Abdel Rahman · Roland Steinauer · Mahmud Younes · Mohamed Zulficar |

Feminino
| Evento             | Ouro                                                                                           | Prata                                                                                    | Bronze |
| Florete individual | Áustria · Ellen Müller-Preis França · Renée Garilhe                                            |                                                                                          | Áustria · Frederiike Filz                                                                                         |
| Florete por equipe | França · Jacqueline Baudot · Odette Drand · Renée Garilhe · Françoise Gouny · Lylian Guyonneau | Dinamarca · Solveig Jørgensen · Edith Knudsen · Kate Mahaut · Grete Olsen · Ulla Barding | Reino Unido · Elizabeth Carnegy-Arbuthnott · Caroline Drew · Mary Glen-Haig · Gillian Sheen · Margaret Somerville |

## Quadro de medalhas
| Ordem | País         | Medalha de ouro | Medalha de prata | Medalha de bronze |    |
| ----- | ------------ | --------------- | ---------------- | ----------------- | -- |
| 1     | Itália       | 4               | 1                | 2                 | 7  |
| 2     | França       | 3               | 4                | 1                 | 8  |
| 3     | Dinamarca    | 1               | 1                |                   | 2  |
| 4     | Áustria      | 1               |                  | 1                 | 2  |
| 5     | Suécia       |                 | 1                | 1                 | 2  |
| 6     | Egito        |                 |                  | 2                 | 2  |
| 7     | Grã-Bretanha |                 |                  | 1                 | 1  |
| TOTAL | TOTAL        | 9               | 7                | 8                 | 24 |